# Copa Mitre de Tenis (Campeonato Sudamericano de Tenis)
La Copa Mitre fue el primer y principal torneo de tenis a nivel de selecciones jugado en el subcontinente sudamericano, jugandola 10 de los 13 países pertenecientes a dicha zona, estando entre ellos, Argentina, Bolivia, Brasil, Chile, Colombia, Ecuador, Paraguay, Perú, Uruguay y Venezuela. La Copa Mitre fue creada con el propósito de que los equipos nacionales de los países sudamericanos pudieran medirse en una competencia oficial, pues en los comienzos de la Copa Davis, no participaban las naciones sudamericanas. En total se jugaron 43 ediciones, siendo Argentina y Chile, los países más exitosos de esta competición, seguidos por Brasil.

## Historia
En octubre de 1921, se disputó el primer torneo sudamericano de tenis en Buenos Aires que llevó por nombre Copa Mitre, a la cual los países sudamericanos viajaron en vagones de tren hacia el país trasandino. La Copa Mitre fue donada por el empresario textil Luis Barolo, como una manera de incentivar la práctica del tenis y ante la imposibilidad de que los países de la región participaran en la Copa Davis, que había sido creada en 1888, pero que en ese tiempo se circunscribía a Europa, Estados Unidos y Australia.
En 1929 la Federación Internacional de Tenis decidió ampliar el formato de competencia de la Copa Davis, con la creación de la Zona de América del Sur. Argentina fue invitada por el organismo que regía el tenis mundial a organizarla en 1931, para jugar junto a Chile, Brasil, Bolivia, Perú, Uruguay, Sudáfrica, Nueva Zelanda, Japón y Australia. El presidente de la Asociación Argentina de Lawn Tennis, Horacio Bustos Morón (h), bregó incansablemente junto a sus colegas brasileños para desmembrar los cuadros zonalmente, con la idea de evitar largas travesías y competir en un nivel acorde a la realidad tenística de esta zona del mundo por entonces.
Finalmente, de los diez países invitados se inscribieron Argentina, Paraguay, Uruguay, Chile y Brasil, que no jugó. Significó la conversión del Campeonato Sudamericano como base organizada de esa selección por eliminación y se sustituyó la Copa Mitre por la Zona Sudamericana de la Copa Davis por disputarse cada dos años. Al ganador se lo consideraría equipo campeón de América del Sur y, por iniciativa de dirigentes de Argentina, Chile y Uruguay, luego de una reunión en Montevideo, se acordó que el legendario trofeo fuera un premio a la nación ganadora.
La Copa Mitre se descontinuo en 1979, producto de la falta de intereses que comenzó a surgir al ser los tenistas sudamericanos ya profesionales y tener que realizar largas giras alrededor del mundo, igualmente la falta de recursos económicos y cambios estructurales en la Copa Davis, obligaron a descontinuar Copa Mitre.

## Historial
Esta tabla muestra los resultados de las diversas ediciones tanto de la Copa Mitre, competición que se jugó desde los años 1921 al 1979.
| Año  |  | Campeón   |   |   | Subcampeón |  |
| ---- |  | --------- | - | - | ---------- |  |
| 1921 |  | Argentina | 4 | 1 | Chile      |  |
| 1922 |  | Argentina | 4 | 1 | Chile      |  |
| 1923 |  | Chile     | 4 | 1 | Argentina  |  |
| 1924 |  | Argentina | 4 | 1 | Chile      |  |
| 1925 |  | Argentina | 3 | 2 | Chile      |  |
| 1926 |  | Argentina | 5 | 0 | Brasil     |  |
| 1927 |  | Argentina | 5 | 0 | Brasil     |  |
| 1928 |  | Argentina | 5 | 0 | Brasil     |  |
| 1929 |  | Argentina | 5 | 0 | Brasil     |  |
| 1930 |  | Argentina | 5 | 0 | Brasil     |  |
| 1936 |  | Argentina | 3 | 2 | Chile      |  |
| 1938 |  | Argentina | 3 | 2 | Chile      |  |
| 1940 |  | Argentina | 5 | 0 | Brazil     |  |
| 1944 |  | Argentina | 3 | 2 | Chile      |  |
| 1947 |  | Argentina | 4 | 1 | Chile      |  |
| 1948 |  | Perú      | 3 | 2 | Bolivia    |  |
| 1949 |  | Argentina | 5 | 0 | Perú       |  |
| 1950 |  | Argentina | 3 | 2 | Chile      |  |
| 1951 |  | Chile     | 5 | 0 | Brasil     |  |
| 1952 |  | Chile     | 5 | 0 | Perú       |  |
| 1953 |  | Chile     | 4 | 1 | Brasil     |  |
| 1954 |  | Chile     | 4 | 1 | Brasil     |  |
| 1955 |  | Chile     | 4 | 1 | Perú       |  |
| 1957 |  | Argentina | 3 | 2 | Chile      |  |
| 1958 |  | Chile     | 3 | 2 | Argentina  |  |
| 1959 |  | Brasil    | 4 | 1 | Venezuela  |  |
| 1960 |  | Chile     | 4 | 1 | Perú       |  |
| 1961 |  | Argentina | 3 | 2 | Brasil     |  |
| 1962 |  | Ecuador   | 3 | 2 | Brasil     |  |
| 1963 |  | Chile     | 3 | 2 | Colombia   |  |
| 1964 |  | Brasil    | 5 | 0 | Chile      |  |
| 1965 |  | Brasil    | 3 | 2 | Chile      |  |
| 1966 |  | Brasil    | 3 | 2 | Chile      |  |
| 1967 |  | Chile     | 3 | 2 | Brasil     |  |
| 1968 |  | Chile     | 3 | 2 | Ecuador    |  |
| 1969 |  | Chile     | 5 | 0 | Ecuador    |  |
| 1970 |  | Chile     | 4 | 1 | Brasil     |  |
| 1971 |  | Colombia  | 4 | 1 | Chile      |  |
| 1972 |  | Argentina | 3 | 2 | Colombia   |  |
| 1973 |  | Chile     | 3 | 2 | Colombia   |  |
| 1977 |  | Argentina | 4 | 1 | Chile      |  |
| 1978 |  | Brasil    | 4 | 1 | Ecuador    |  |
| 1979 |  | Argentina | 3 | 2 | Chile      |  |

### Títulos por país
- Argentina: 21 títulos y 2 subtítulos
- Chile: 14 títulos y 16 subtítulos
- Brasil: 5 títulos y 13 subtítulos
- Perú: 1 título y 4 subtítulos
- Ecuador: 1 título y 3 subtítulos
- Colombia: 1 título y 3 subtítulos
- Bolivia: 1 subtítulo
- Venezuela: 1 subtítulo